# Берг Хестад, Даниэль
Даниэль Берг Хестад (норв. Daniel Berg Hestad; род. 30 июля 1975[…], Молде, Мёре-ог-Ромсдал) — норвежский футболист, полузащитник клуба «Мольде» и сборной Норвегии. Рекордсмен клуба по количеству проведённых матчей. В 2017 году начал карьеру тренера.
Даниэль происходит из футбольной семьи. Его отец — Стейн Олав Хестад, также один из рекордсменов клуба по количеству, проведённых матчей. Дяди Харри Хестад, Одд Берг и Ян Берг, также в различное время играли за «Мольде». Младший брат — Петер, также футболист.

## Клубная карьера
Берг Хестад — воспитанник клуба «Мольде». 23 мая 1993 в матче против «Старта» он дебютировал в Типпелиге. В 1994 году Даниэль помог команде выиграть Кубок Норвегии. В 2003 году он перешёл в нидерландский «Херенвен». Спустя два года Берг Хестад вернулся в родной «Мольде». Он помог команде три раза выиграть чемпионат и национальный кубок. Даниэль является рекордсменом клуба по количеству проведённых матчей (более 700) и занимает второе место в списке бомбардиров после Роара Странна.
В ноябре 2015 года стал самым возрастным автором гола в Лиги Европы УЕФА, забыв в возрасте 40 лет и 98 дней. Рекорд был побит в сентябре 2022 года Хоакином Санчесом, который забыл в возрасте 41 года и 56 дней. 

## Международная карьера
В 1998 году в составе молодёжной сборной Норвегии Берг Хестад принял участие в молодёжном чемпионате Европы в Румынии. 22 апреля в товарищеском матче против сборной Дании он дебютировал за сборную Норвегии.

## Статистика

### Матчи Берга Хестада за сборную Норвегии
| Матчи Берга Хестада за сборную Норвегии | Матчи Берга Хестада за сборную Норвегии | Матчи Берга Хестада за сборную Норвегии | Матчи Берга Хестада за сборную Норвегии | Матчи Берга Хестада за сборную Норвегии | Матчи Берга Хестада за сборную Норвегии |
| --------------------------------------- | --------------------------------------- | --------------------------------------- | --------------------------------------- | --------------------------------------- | --------------------------------------- |
| №                                       | Дата                                    | Соперник                                | Счёт                                    | Голы Берга Хестада                      | Соревнование                            |
| 1                                       | 22 апреля 1998                          | Дания                                   | 2:0                                     | —                                       | Товарищеский матч                       |
| 2                                       | 10 октября 1998                         | Словения                                | 2:1                                     | —                                       | Чемпионат Европы 2000 (отбор)           |
| 3                                       | 18 ноября 1998                          | Египет                                  | 1:1                                     | —                                       | Товарищеский матч                       |
| 4                                       | 20 января 1999                          | Израиль                                 | 1:0                                     | —                                       | Товарищеский матч                       |
| 5                                       | 22 января 1999                          | Эстония                                 | 3:3                                     | —                                       | Товарищеский матч                       |
| 6                                       | 27 марта 2002                           | Тунис                                   | 0:0                                     | —                                       | Товарищеский матч                       |
| 7                                       | 26 января 2003                          | ОАЭ                                     | 1:1                                     | —                                       | Товарищеский матч                       |
| 8                                       | 28 января 2003                          | Оман                                    | 2:1                                     | —                                       | Товарищеский матч                       |

Итого: 8 матчей / 0 голов; 4 победы, 4 ничьи, 0 поражений.

## Достижения
Командные
«Молде»
- Чемпион Норвегии (3): 2011, 2012, 2014
- Обладатель Кубка Норвегии (4): 1994, 2005, 2013, 2014

Индивидуальные
- Самый возрастной автор гола в Лиги Европы УЕФА (40 лет и 98 дней): 2015—2022[7]